# Ici Bourgogne
 (février 2022).
Si vous disposez d'ouvrages ou d'articles de référence ou si vous connaissez des sites web de qualité traitant du thème abordé ici, merci de compléter l'article en donnant les références utiles à sa vérifiabilité et en les liant à la section « Notes et références ».
Ici Bourgogne, anciennement France Bleu Bourgogne, est l'une des stations de radio du réseau Ici de Radio France. Elle dessert le département de la Côte-d'Or (qui est sa zone de service) et une partie de la Saône-et-Loire. On peut également la recevoir dans une partie du département de l'Yonne.

## Historique
Héritière de FR3 Radio Bourgogne, elle passe sous le giron de Radio France, le 1er janvier 1983.
Petit à petit, Radio France fait évoluer les anciennes radios régionales, c'est la Bourgogne qui sera l'une des dernières à en bénéficier, du fait d'une géographie un peu tourmentée. L'ouest de la Bourgogne est tournée vers le Centre et le Berry, la région de Macon et Châlon-sur-Saône, plutôt vers Rhône Alpes, et l'Yonne est desservi par Radio France Auxerre créée en 1987.
Le 4 septembre 2000, les radios locales de Radio France sont réunies dans le réseau France Bleu qui fournit un programme commun national que reprennent les programmes locaux des stations en régions.

## Programmation
Les programmes régionaux de France Bleu Bourgogne sont diffusés en direct de 6 h à 13 h et de 16 h à 19 h du lundi au vendredi, et de 7 h à 12 h 30 le week-end. Les programmes nationaux du réseau France Bleu sont diffusés le reste de la journée et la nuit.